# Merritt Gant
Merritt Gant (18 de febrero de 1971) es un guitarrista estadounidense, originario de Millville, Nueva Jersey. Gant es reconocido por haber sido guitarrista de la banda de thrash metal Overkill, con los que grabó tres álbumes de estudio y un álbum en vivo. También hizo parte de los proyectos "Blood Audio" y "Faith or Fear".

## Discografía

### Estudio
Overkill
- Horrorscope (1991)
- I Hear Black (1993)
- W.F.O. (1994)
- Wrecking Your Neck Live (1995)

Blood Audio
- Bludgeoning Timbre (2001)
- Null Evil (2003)

Faith or Fear
- Instruments of Death (2009)